# Чизлано (Бреша)
Чизлано је насеље у Италији у округу Бреша, региону Ломбардија.
Према процени из 2011. у насељу је живело 165 становника. Насеље се налази на надморској висини од 612 м.